# Вилерих фон Бремен
Вилерих фон Бремен (на немски: Willerich, Willeric, Wilrich, Wilderic; на латински: Williricus episcopus; † 4 май 837) е вторият епископ на Бремен от 805 до 837 г.

## Биография
Той е ученик на своя предшественик англосаксонския мисионер Вилехад. През 804 или 805 г. Вилерих е помазан за епископ. През 805 г. той строи в Бремен една църква от камък и две църкви от дърво. През 823 г. Вилерих и епископ Халитгар от Камбре придружават архиепископа и папски легат Ебо от Реймс в мисионерското му пътуване в Дания, което обаче има малък успех.
Вилерих умира на 4 май 837 г. и е погребан в катедралата на Бремен. Последван е от Лойдерих (Людер).